# William Hulme Hooper
William Hulme Hooper (Portsmouth, 13 giugno 1826 – Londra, 19 maggio 1854) è stato un ufficiale ed esploratore inglese, ufficiale della Royal Navy ed esploratore artico, prestò servizio sulla HMS Plover, e partecipò ad una delle prime spedizioni di soccorso alla ricerca della Spedizione perduta di Franklin.

## Biografia
Salì come ufficiale nel 1847 sulla HMS Plover, comandata dal capitano Thomas Edward Laws Moore, salpata da Plymouth il 30 gennaio 1848 per andare alla ricerca della spedizione perduta di Sir John Franklin. La nave oltrepassò lo Stretto di Bering ed ebbe ordine di esaminare le coste verso ovest, raggiungendo il 15 ottobre 1848 Providence Bay dove i membri della missione si acquartierarono per trascorrere l'inverno. Approfittando della sosta Hooper guidò una spedizione lungo la costa dove entrò in contatto con la popolazione dei Ciukci, facendo su di loro degli studi etnografici ed apprendendone la lingua.

Terminato l'inverno la spedizione proseguì verso Kotzebue Sound, raggiungendo Icy Cape, ai confini del mare dei Ciukci, il 25 luglio 1849. Ancora una volta, portando con sé due imbarcazioni, Hooper lasciò la nave ed esplorò la costa, raggiungendo la foce del fiume Mackenzie. Qui la spedizione di Hopper si acquartierò per trascorrere il secondo inverno, lungo le sponde del Grande Lago degli Orsi, nei pressi di Fort Franklin; tuttavia Hooper decise di spingersi da solo ulteriormente oltre, raggiungendo Fort Simpson. Con l'arrivo dell'estate, le due imbarcazioni scesero lungo il fiume esaminando la costa fino a raggiungere Cape Bathurst. Rinunciando alle ricerche, la spedizione raggiunse di nuovo Fort Simpson dove trascorse il terzo inverno per abbandonare le due imbarcazioni e raggiungere in nave New York, e giungere nuovamente a Londra nel 1851.

Invalidatosi per le conseguenze dei tre duri inverni artici, Hooper trascorse gran parte del tempo di inattività scrivendo un resoconto della sua esperienza con la popolazione dei Ciukci, che pubblicò nel 1853 con il titolo Ten months among the tents of the Tuski, with incidents of an Arctic boat expedition in search of Sir John Franklin, morì un anno dopo a Brompton all'età di ventisette anni.